# Le Dénommé
Pour plus de détails, voir Fiche technique et Distribution.
Le Dénommé est un film français réalisé par Jean-Claude Dague, sorti en 1990.

## Synopsis
Un petit chef d'entreprise commet un braquage et est condamné à huit ans de réclusion criminelle. Il devient un matricule. Il se retrouve dans l'univers terrifiant du milieu carcéral où l'homme n'est pas traité en homme, fatalement il devient une bête ou un voyou. 

## Fiche technique
- Titre français : Le Dénommé
- Réalisation : Jean-Claude Dague
- Scénario : Jean-Claude Dague, Dominique Robelet et Yves Lavandier
- Photographie : Serge Guez
- Musique : Christophe et Claude Micheli
- Production : Jean-Claude Dague et Lorène Russell
- Pays d'origine :  France
- Format : couleur
- Genre : drame
- Date de sortie : 30 mai 1990

## Distribution
- Jean Dolande : Jean Dolande
- Lorène Russell : Isabelle Anziani
- Thierry Imbert : Thierry Imbert
- Philippe Léotard : Auclair
- Bernard Fresson : Le parrain
- Michel Galabru : Le juge d'instruction
- Leny Escudéro : Rispal
- Claude Brosset : Le directeur du QHS
- Valérie Steffen : Jacqueline
- Bernard Rosselli : Macadam
- Pierre Vielhescaze : Vautrot
- Dominique Zardi : Tonton Francheschi
- Pierre Semmler : Kanapa
- Claude Confortès : Le juge Courtois
- Pierre Koulak
- Thierry Gibault
- Constantin Pappas
- Didier Cherbuy
- Jean-Michel Farcy
- Serge Khalfon
- Thierry Beccaro
- Sheila O'Connor
- Gilles Gaston-Dreyfus
- François Frappier